# CRN (azienda)
La CRN (Costruzioni e Riparazioni Navali), è un'azienda italiana con sede ad Ancona. Appartenente al Gruppo Ferretti, è specializzata nella progettazione, costruzione e commercializzazione di yacht.

## Storia

### Dagli anni 1960 agli anni 1980
Nel 1963 Sanzio Nicolini avviò la costruzione di alcune imbarcazioni ad Ancona. La scelta fu quella di produrre scafi in acciaio e alluminio, collocando CRN in una fascia di mercato medio-alta. Alla fine degli anni sessanta le dimensioni degli yacht di CRN andavano da 15 a 20 metri. Il cantiere realizzò la prima serie di scafi di 23 metri chiamata Super Conero, con un totale di ventisette imbarcazioni per il primo decennio.
Nel 1970 Sanzio Nicolini incontrò Carlo Riva e tra i due imprenditori nacque un rapporto di lavoro durato fino al 1978. In questo periodo CRN realizzò otto barche per conto di Riva: sei Marco Polo, derivate dal Super Conero, e due Vespucci, una delle quali divenne lo yacht personale di Carlo Riva. Nel 1973 fece il suo ingresso in CRN l'imprenditore Giandomenico Palmerini.
Nel 1978 CRN realizzò il primo yacht sopra i 45 metri: Fath Al Khair di 47,2 metri, il cui armatore è l'emiro del Qatar, Al-Thani.
Negli anni ottanta i clienti di CRN erano prevalentemente armatori greci e regnanti del Medio Oriente. In questo contesto aumentarono le dimensioni degli yacht, che variavano fra i 32 e i 61 metri. Palmerini divenne il maggiore azionista, e nel 1980 iniziò la costruzione della nuova sede del cantiere di Ancona, riorganizzando l'azienda.
Nel 1983 CRN consegnò a Gianni Agnelli, lo yacht F100 di 32,80 metri progettato da Gerhard Gilgenast, imbarcazione progettata con interni comodi per lunghe navigazioni.

### Anni 1990 e anni 2000
Con lo scoppio della Guerra del Golfo, il mercato medio orientale in cui CRN è attivo subisce un profondo rallentamento. Per fronteggiare il momento di crisi si occupa anche di refitting, mentre la produzione cala, con sette yacht varati in dieci anni.
Nella seconda metà degli anni novanta, Lamberto Tacoli, entrato nella nautica negli anni ottanta, propone a Norberto Ferretti, col quale aveva fondato il marchio Custom Line nel 1996, di acquisire il cantiere CRN. È così che nel 1999 il cantiere CRN viene acquisito dal Gruppo Ferretti.
Nel 2001 CRN e Custom Line si uniscono, per formare ad Ancona il polo dei megayacht all'interno del Gruppo Ferretti. Nel 2002 CRN perfeziona l'acquisizione dell'attiguo cantiere Mario Morini, dando origine a una struttura con una superficie di 80 000 m².
Nella seconda metà del decennio CRN diversifica la produzione aggiungendo a quella tradizionale in acciaio e alluminio quella in composito.
Nel gennaio del 2012 CRN, come tutti i marchi del Gruppo Ferretti, viene coinvolto nel passaggio alla nuova proprietà cinese SHIG-Gruppo Weichai. Lamberto Tacoli è confermato presidente e nominato amministratore delegato del cantiere.

## Clientela
Oltre che per la propria marina nazionale, tra i clienti principali figurano, in Europa, la marina albanese con la classe Cavallari 400.

## Caratteristiche
Agli esordi la caratteristica peculiare stava nella prua “a spigolo” delle barche, successivamente si passa allo stile a “poppa aperta”, ideato per il M/Y CRN 54 m Ability. L'evoluzione di questa concezione è il “beach club”, realizzato per la prima volta sul Blue Eyes, con un portellone abbattibile a pelo d'acqua.

## Le realizzazioni per la Guardia Costiera
Tra la fine degli anni ottanta e l'inizio degli anni novanta il cantiere ha realizzato per il Corpo delle capitanerie di porto le motovedette della classe Cavallari e la motovedetta Ingianni.

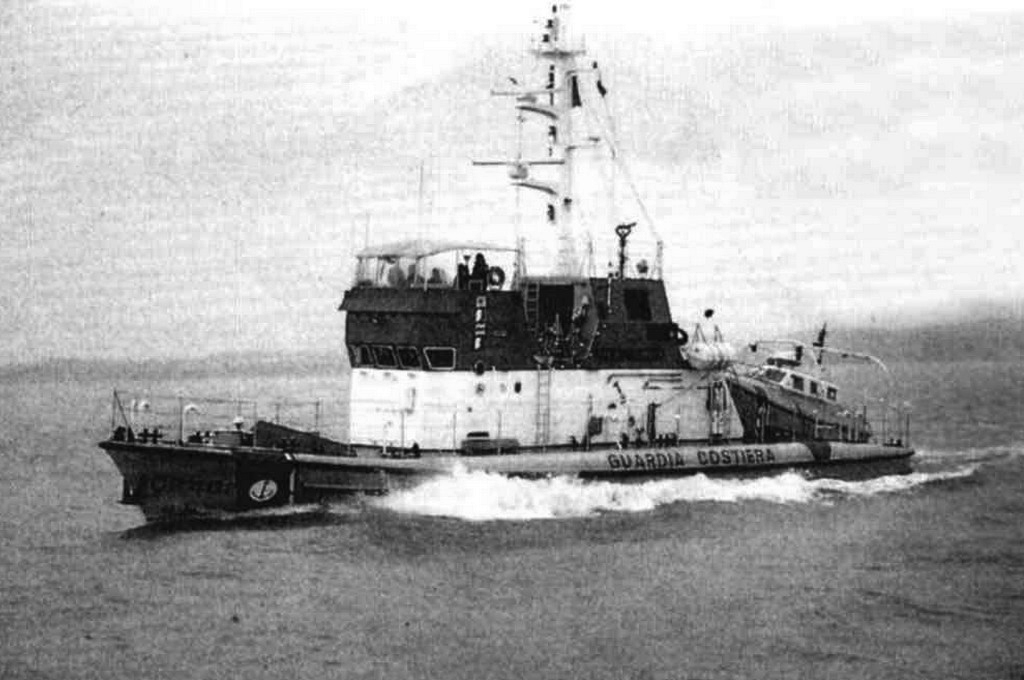
Motovedetta Cavallari
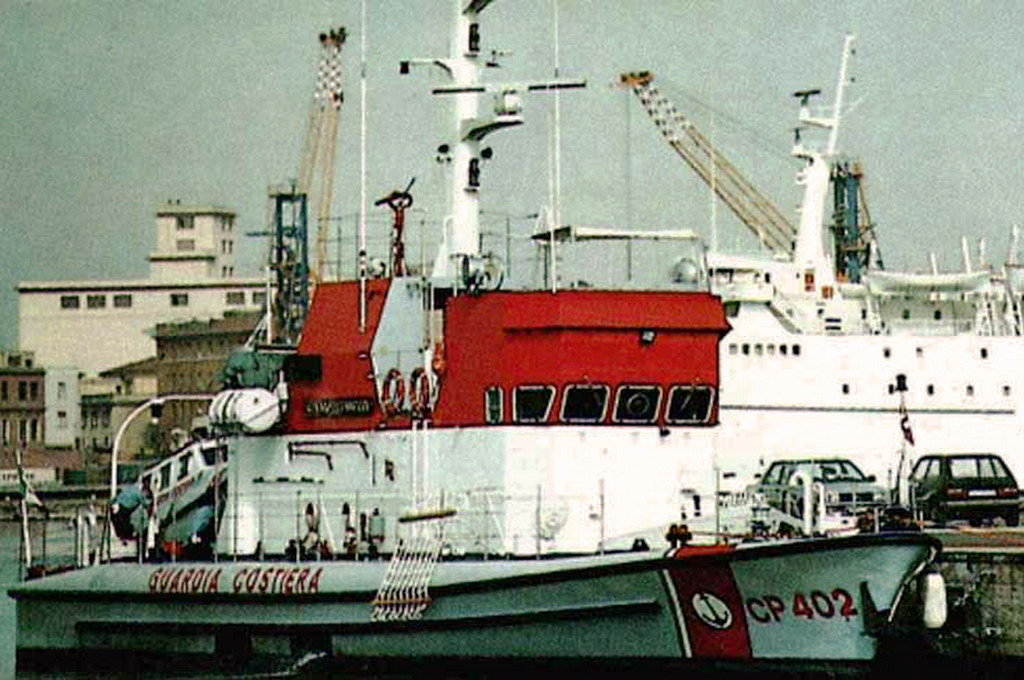
Motovedetta Pennetti
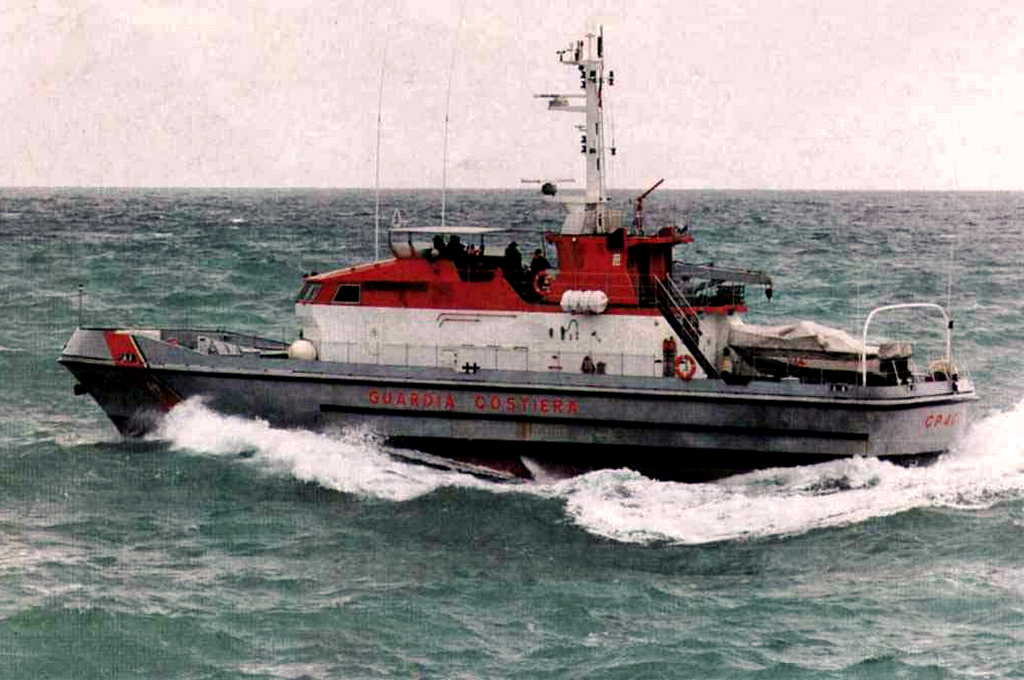
Motovedetta Ingianni